# Restaurazione della Repubblica messicana
La restaurazione della Repubblica è un periodo della storia del Messico compreso tra la caduta del Secondo Impero messicano comandato da Massimiliano d'Asburgo e appoggiato dalla Francia e il primo periodo di presidenza di Porfirio Díaz.

## Ritorno di Juarez
Verso il 1867 Benito Juárez aveva recuperato grazie alla causa liberale varie zone occupate dagli imperiali, arrivando fino a San Luis Potosí, dove aspettò di recuperare il centro del paese.
La repubblica itinerante aveva perso uomini durante la lotta, ma in questo momento si distinguevano tra le sue file politici della misura del colonnello Porfirio Díaz, il cui lavoro durante la guerra contro la Francia lo trasformò in un famoso eroe del 2 aprile.
Gradualmente i capi militari guadagnarono terreno e presero Querétaro, Massimiliano d'Asburgo fu preso e venne giudicato colpevole di tradimento e venne fucilato.